# Buzz!: The Mega Quiz
Buzz!: The Mega Quiz објављен као Buzz! The Maha Quiz у Индији развио је Relentless Software и четврта је игра у Buzz! серија за Плејстејшн 2, уз Buzz! Junior: Robo Jam. Buzz! The Mega Quiz има преко 5.000 питања. Заједно са Buzz! Junior: Jungle Party, ово је била једна од првих Buzz! игара објављених у Северној Америци, уједно и прва игра у серији која је имала оцену 12+ од стране ПЕГИ-ја.

## Игре

### Игре у моду за више играча

#### Бирач тачака
Мало сличан Point Builder-у у другој Buzz! игри, тако да је то обично прва рунда, али играчи могу да изаберу тему питања.

#### Победник остаје укључен
У овој рунди се поставља питање и такође се приказују две слике, након што сви играчи одговоре они који су нетачно одговорили на питање се елиминишу, а остали добију бодове, ово се понавља све док питања не буду постављена четири пута или једном или мање играча остане.

#### Најбржи прст
Потпуно исто као и имењак у другој Buzz! игри. Играчима је дато питање и најбржи играч који то уради како треба, добија највише поена. Друго, треће и четврто место добијају мање бодова, у овом колу се не могу изгубити бодови.

#### Борба са питама
Побољшање од Хитмена у Buzz!: The Big Quiz. Ако прво тачно одговорите на питање, играч има прилику да баци питу на другог такмичара. Поред тога, играчи могу примити два поготка пре него што изађу уместо три.

#### Мистериозни изазов
На половини игре долази мистериозни изазов. То је случајни избор из неколико игара. Ово укључује коњске трке, где играчи једноставно бирају једног од четири коња да би победили у трци, чији је резултат насумичан; пуцање патака, где се 4 реда патака "пуцају" помоћу 4 дугмета у боји на контролеру; и "пронађи даму", као у познатој игри преваранта у угловима, 3 карте се деле, а затим брзо мешају, играчи морају да прате краљицу карту. Друга игра је „Чињеница или измишљотина“, где домаћин чита изјаву и играчи морају да изаберу да ли је изјава тачна или нетачна.

#### Светски путник
То је слична игра Buzz! свету спорта у Buzz!: The Sports Quiz, осим што играчи могу да изаберу локацију на коју желе да иду ако најбрже одговоре тачно на питање.

#### Топ Ранк
Играчима се поставља питање, а затим се тражи да притисну дугмад у правом редоследу да би поставили питање како треба. Ова рунда је слична рунди Ко жели да буде најбржи прст милионера.

#### Крадљивац поена
У овој рунди, прво тачан одговор на питање даје играчу шансу да украде поене од противника по свом избору.

#### Коначно одбројавање
Buzz! узима све поене играча и претвара их у време. Што је резултат већи, са више времена ће играч почети ову рунду. Играчи затим настављају да одговарају на питања док не остане само један играч. Овај играч се тада проглашава победником.
Чим се питање прочита, временска колона почиње да се смањује. Од играча се тражи да одговоре на питања што је брже могуће. Кад год играч погрешно постави питање, губи део свог времена. Али ако играч одговори тачно на питање, може зауставити своје време до следећег питања. Играч који најбрже одговори тачно такође добија бонус време. Када се колона времена играча потпуно напуни, они се елиминишу.

### Игре у моду за једног играча

#### Стваралац времена
У овој рунди играч има 10 секунди да одговори на питање. Ако играч одговори тачно, преостало време иде за коришћење у Место усијања. Ако играч одговори погрешно, он или она неће добити уопште времена.

#### Место усијања
Користећи време зарађено у Ствараоцу времена, играч мора да одговара на питања. Ако је одговорено тачно, играч ће се попети на лествицу бодова.

##### Банкарски поени
Слично Најслабијој карици, у Месту усијања када се играч пење уз мердевине, може или да притисне зујалицу да прикупи поене, или да настави, дајући играчу више него дупло већи број од претходног на лествици. Међутим, ако играч добије погрешан одговор са поенима на лествици, изгубиће те поене.

## Пријем
Роб Фехи у Eurogamer-у је похвалио квалитет и ниво тежине питања, као и рунде игре, осим мистериозне рунде за које је сматрао да су насумичне са њиховим додељивањем поена и да нису биле много забавне. Осим тога, рекао је да је балансирање рунди и питања вероватно близу савршенства и оценио га као 9/10. Арону Томасу из GameSpot-а се допао тај начин да игра није само трка да се види ко може брзо да поврати запамћени одговор, већ вас заправо приморава да користите знање на различите начине и дао је игру са 7,5/10.